# غودفري موراي
غودفري موراي (بالإنجليزية: Godfrey Murray) هو واثب حواجز ‏ جامايكي، ولد في 6 أغسطس 1950.

## وصلات خارجية
- غودفري موراي على موقع أوليمبيديا (الإنجليزية)
- غودفري موراي على موقع اتحاد ألعاب الكومنولث (مؤرشف) (الإنجليزية)